# Cephalophus niger
El duiker negro (Cephalophus niger) es una especie de mamífero artiodáctilo de la familia Bovidae que habita el sur de Sierra Leona, Liberia, Costa de Marfil, Ghana, Benín y Nigeria.
Mide alrededor de 50 cm de alto y pesa de 15 a 20 kg. Tiene un pelaje de color negro, la cabeza tiene un color rojizo y tiene una gran cresta entre las orejas. La especie tiene cuernos largos y delgados de 8 a 17 cm en los machos y en las hembras solo tiene 3 cm.
El duiker negro vive principalmente en la selva de baja altitud donde se alimenta de frutas, flores y hojas que cae de la copa de los árboles. Son probablemente diurnos, aunque solo es una conclusión realizada a partir de especímenes cautivos. Se ha observado que son animales solitarios y territoriales.
Se estima una población mundial de 100 000 duikers negros. Se encuentran amenazados por la caza y se considera que su población tiende a disminuir.